# Эмиттерный повторитель

Эмиттерный повторитель на основе npn-транзистора

Практическая схема усилителя мощности переменного сигнала на эмиттерном повторителе. Резисторы и задают положение начальной рабочей точки транзистора («смещение»). Разделительгные конденсаторы и устраняют постоянную составляющую входного и выходного сигналов и влияние внутренних сопротивлений источника и приёмника сигналов на положение рабочей точки по постоянному току.

Эми́ттерный повтори́тель — частный случай повторителей напряжения на трёхэлектродных активных приборах на основе биполярного транзистора (катодного повторителя, истокового повторителя).
Характеризуется высоким коэффициентом усиления по току, коэффициент передачи по напряжению близок к единице. При этом входное сопротивление повторителя относительно велико, а выходное сопротивление — мало. Обладает широким диапазоном усиливаемых частот.

## Описание схемы
В эмиттерном повторителе транзистор включён по схеме с общим коллектором (ОК). То есть, потенциал коллектора при работе каскада неизменен относительно «земли» и коллектор обычно подключается к источнику питания.
Входной сигнал подаётся на базу, а выходной сигнал снимается с эмиттера. В схеме образуется 100 % отрицательная обратная связь по напряжению, это существенно уменьшает нелинейные искажения сигнала.
Фазы входного и выходного сигнала совпадают, то есть усилитель является неинвертирующим.

## Основные соотношения
По постоянному току:
{\displaystyle I_{\text{in}}=I_{\text{b}},}
{\displaystyle I_{\text{out}}=I_{\text{e}},}
{\displaystyle U_{\text{in}}=U_{\text{be}}+U_{R_{\text{e}}},}
{\displaystyle U_{\text{out}}=U_{R_{\text{e}}},}
где {\displaystyle I_{\text{in}},\ I_{\text{out}},\ U_{\text{in}},\ U_{\text{out}}} — входные и выходные токи и напряжения соответственно, индексы b, e — указывают на базу и эмиттер, {\displaystyle U_{\text{be}}} — напряжение между базой и эмиттером, {\displaystyle U_{R_{\text{e}}}} — напряжение на эмиттерном резисторе.
Коэффициент передачи по току {\displaystyle K_{I}} для большого сигнала:
{\displaystyle I_{\text{out}}/I_{\text{in}}=I_{\text{e}}/I_{\text{b}}=I_{\text{e}}/(I_{\text{e}}-I_{\text{c}})=\beta \gg 1,}
{\displaystyle \alpha ,\ \beta } — коэффициенты передачи по току в схемах с общей базой и с общим эмиттером соответственно.
Коэффициент передачи по напряжению {\displaystyle K_{U}} для большого сигнала:
{\displaystyle U_{\text{out}}/U_{\text{in}}=U_{R_{\text{e}}}/(U_{\text{be}}+U_{R_{\text{e}}})<1.}
Входное сопротивление {\displaystyle r_{\text{in}}} для большого сигнала:
{\displaystyle r_{\text{in}}=U_{\text{in}}/I_{\text{in}}=(U_{\text{be}}+U_{R_{\text{e}}})/I_{\text{b}}.}
Выходное сопротивление {\displaystyle r_{\text{out}}} для большого сигнала:
{\displaystyle r_{\text{out}}=U_{\text{out}}/I_{\text{out}}=U_{R_{\text{e}}}/I_{\text{e}}=R_{\text{e}}.}

## Достоинства и недостатки
Достоинства:
- Большое входное сопротивление.
- Малое выходное сопротивление.
- Широкий частотный диапазон.

Недостатки:
- Коэффициент усиления по напряжению немного меньше 1.

## Применение
Эмиттерный повторитель используется для согласования источников сигнала с высоким внутренним сопротивлением с низкоомной нагрузкой, например, для построения входных усилителей, как буферный усилитель, в каскадах с дифференциальным входом, а также в выходных каскадах усилителей мощности.